# تاريخ اليونان الحديث
يشمل تاريخ اليونان الحديث تاريخ اليونان منذ أن أقرت باستقلالها عن الإمبراطورية العثمانية بواسطة الدول العظمى (بريطانيا العظمى وفرنسا وروسيا) في عام 1828، بعد حرب الاستقلال اليونانية، وحتى يومنا هذا.

## خلفية
حكمت الإمبراطورية البيزنطية  معظم العالم اليوناني منذ أواخر العصور القديمة، ولكنها شهدت ضعفا نتيجة للغزو التركي العربي والسلاجقي التركي، لكنها أضعفت بشكل قاتل بسبب قيام القبارصة اللاتينيون بإقالة القسطنطينية في عام 1204. إنشاء الكاثوليكية جعل الدول اللاتينية على الأراضي اليونانية، ونضالات الأرثوذكس البيزنطيين اليونانيين تنقلب ضدهم، إلى ظهور هوية وطنية يونانية متميزة. تم استعادة الإمبراطورية البيزنطية على يد سلالة بالايولوغوس في عام 1261، لكنها كانت ظلا لنفسها الذاتية، والحروب الأهلية المستمرة والهجمات الأجنبية في القرن ال 14 جلبت انخفاضه النهائي. نتيجة لذلك، أصبحت معظم اليونان جزءا تدريجيا من الإمبراطورية العثمانية في أواخر القرن الرابع عشر وأوائل القرن الخامس عشر، وبلغت ذروتها في سقوط القسطنطينية عام 1453، وفتح دوقية (أثينا)عام 1458، واستبداد موريا في 1460.
كانت السيطرة العثمانية غائبة إلى حد كبير في المناطق الداخلية الجبلية من اليونان، وكثير منهم هربوا هناك، وغالبا ما أصبحوا مجموعات. بخلاف ذلك، فإن جزر بحر إيجة وبعض القلاع الساحلية فقط في البر الرئيسي، تحت حكم البندقية وجينوي، ظلت خالية من الحكم العثماني، ولكن بحلول منتصف القرن السادس عشر، كان العثمانيون قد غزوا معظمهم أيضا. سقطت رودس في 1522، وقبرص في 1571، واحتفظ الفينيتيانيون بكريت حتى عام 1670. كانت الجزر الأيونية حكمت لفترة وجيزة فقط من قبل العثمانيين (كيفالونيا 1479-1481 و 1485-1500)، وبقيت في المقام الأول تحت حكم البندقية.
كانت ثورة أورلوف هي أول تمرد كبير ضد الحكم العثماني  في أوائل عام 1770، ولكن تم قمعها بوحشية. في الوقت نفسه، كما يمثل بداية التنوير اليوناني الحديث، كما أن الإغريق الذين درسوا في أوروبا الغربية جلبوا المعرفة والأفكار إلى وطنهم، والتجار اليونانيون ومالكي السفن قاموا بزيادة ثرواتهم. نتيجة لذلك، وخاصة في أعقاب الثورة الفرنسية، بدأت الأفكار الليبرالية والقومية تنتشر في جميع أنحاء الأراضي اليونانية.
في عام 1821، ارتفع الإغريق ضد الإمبراطورية العثمانية. أعقب النجاحات الأولية الاقتتال الداخلي، الذي تسبب تقريبا في نضال اليونان للانهيار؛ ومع ذلك، فإن إطالة المعركة أجبرت الدول العظمى (بريطانيا وروسيا وفرنسا) على الاعتراف بمطالبات المتمردين اليونانيين بفصل الدولة (معاهدة لندن) والتدخل ضد العثمانيين في معركة نافارينو. كانت اليونان في البداية دولة مستقلة بموجب الحكم العثماني، ولكن بحلول عام 1832، في معاهدة القسطنطينية، تم الاعتراف بها كمملكة مستقلة تماما. في غضون ذلك، دعت الجمعية الوطنية الثالثة للمتمردين اليونانيين إيونيس كابوديسترياس، وزير الخارجية السابق لروسيا، إلى تولي الحكم في الدولة الوليدة في عام 1827.

## إدارة لوانيس كابوديسترياس

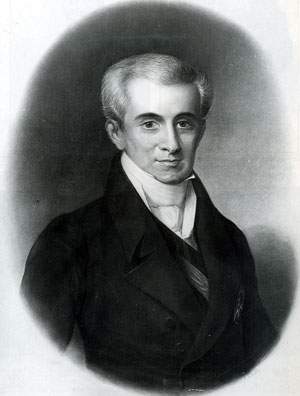
إيونيس كابوديسترياس

لدى وصوله، أطلق كابوديسترياس برنامجا رئيسيا للإصلاح والتحديث يغطي جميع المجالات. أعاد تشكيل الوحدة العسكرية من خلال وضع حد للمرحلة الثانية من الحرب الأهلية؛ أعاد تنظيم الجيش، الذي كان قادرا حينئذ على استعادة الأراضي التي خسرها الجيش العثماني خلال الحروب الأهلية؛ وقدم أول نظام للحجر الصحى الحديث في اليونان، مما جعل أمراض مثل حمى التيفوئيد والكوليرا والدوسنتاريا تحت السيطرة للمرة الأولى منذ بداية حرب الاستقلال.
كما تفاوض كابوديسترياس مع القوى العظمى والإمبراطورية العثمانية على إقامة حدود ودرجة استقلال الدولة اليونانية؛ وقعت معاهدة السلام التي أنهت حرب الاستقلال مع العثمانيين. قدم طائر الفينيق، أول عملة يونانية حديثة؛ لتنظيم الإدارة المحلية؛ وفي محاولة لرفع مستوى معيشة السكان، أدخلت زراعة البطاطس إلى اليونان.
علاوة على ذلك، حاول تقويض سلطة العشائر التقليدية (أو السلالات) التي اعتبرها تركة عديمة الفائدة من حقبة عفا عليها الزمن. مع ذلك، قلل من شأن القوة السياسية والعسكرية لل كابيتاني (παπεταναίοι - القادة) الذين قادوا الثورة ضد الإمبراطورية العثمانية في عام 1821، والذين كانوا يتوقعون دورا قياديا في حكومة ما بعد الثورة. عندما تصاعد نزاع بين كابتاني لاكونيا والحاكم المعين للمقاطعة إلى نزاع مسلح، دعا القوات الروسية لاستعادة النظام، لأن الكثير من الجيش كان يسيطر عليه الكابتاني الذي كان جزءا من التمرد.

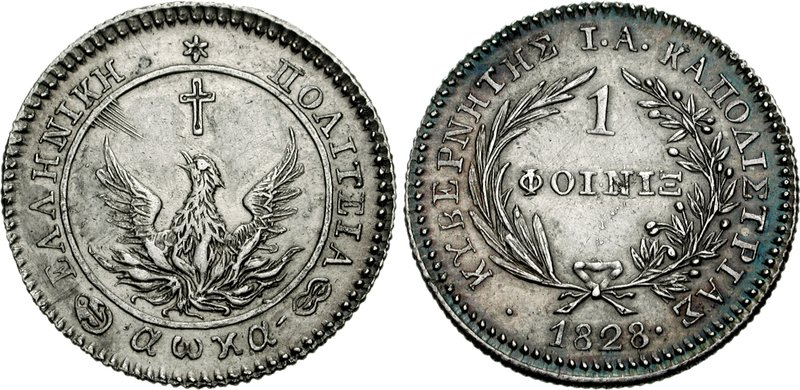
الوجه والعكس من عملة فينيكس.

جورج فينلي 1861 تاريخ الثورة اليونانية يسجل أنه بحلول عام 1831 أصبحت حكومة كابوديسترياس مكروهة، أساسا من قبل مانيوتس المستقلة، ولكن أيضا من قبل روميليوتس وأثرياء التجارهيدرا، سبيتسس، وبسارا. كانت المستحقات الجمركية لسكان هيدرا هي المصدر الرئيسي لإيرادات هذه البلديات، ورفضوا تسليمها إلى كابوديسترياس. يبدو أن كابوديسترياس رفض عقد الجمعية الوطنية وكان يحكم بالظلم، ربما متأثرا بتجاربه الروسية. أرسلت بلدية هيدرا تعليمات الأدميرال مياوليس وألكساندروس مافروكورداتوس للذهاب إلى بوروس والاستيلاء على أسطول البحرية اليونانية هناك. ما فعله مياوليس فعله بقصد منع الحصار على الجزر، وذلك لفترة بدا وكأن الجمعية الوطنية سيستنجد بها.
دعا كابوديسترياس السكان البريطانيين والفرنسيين إلى دعمه في إخماد التمرد، لكنهم رفضوا ذلك. مع ذلك، أخذ الأميرال ريكورد (أو ريكورد) سفنه شمالا إلى بوروس. العقيد (في وقت لاحق العام) استغرق كالرجيس قوة نصف المدربين من النظاميين الجيش اليوناني وقوة من غير النظاميين في الدعم. مع أقل من 200 رجل، لم يتمكن مياوليس من القيام بالكثير من القتال؛ فورت هايدك على جزيرة بورتزي تجاوزت من قبل النظاميين وبريغ سبيتسس (مرة واحدة لاسكارينا بوبولينا في أغاممنون) غرقت من قبل قوة ريكورد.  استسلم بوروس، محاطا بالروس في الميناء وقوة كالرجيس على الأرض. اضطر مياوليس لتعيين التهم في هيلاس الرئيسي وهيدرا كورفيت لتفجيرها عندما عاد هو وحفنة من أتباعه إلى هيدرا. كان رجال كالرجيس غاضبون من فقدان السفن وأقال بوروس، وحملوا ما نهبوه من غنائم إلى نابليون.
تسبب فقدان أفضل السفن في الأسطول في شل البحرية اليونانية لعدة سنوات، ولكنه أضعف أيضا موقف كابوديسترياس. استدعى أخيرا الجمعية الوطنية، لكن أعماله الأخرى أدت إلى مزيد من المعارضة وأدت إلى سقوطه.

## اغتيال كابوديسترياس وإنشاء مملكة اليونان

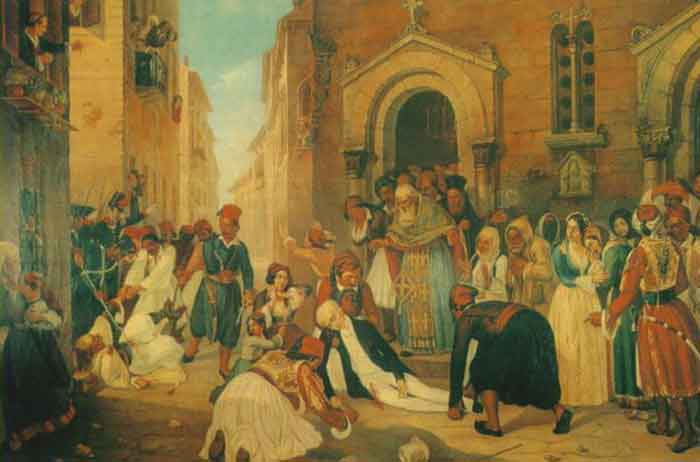
اغتيال ايوانيس كابوديسترياس بواسطة ديونيسيوس تسوكوس.

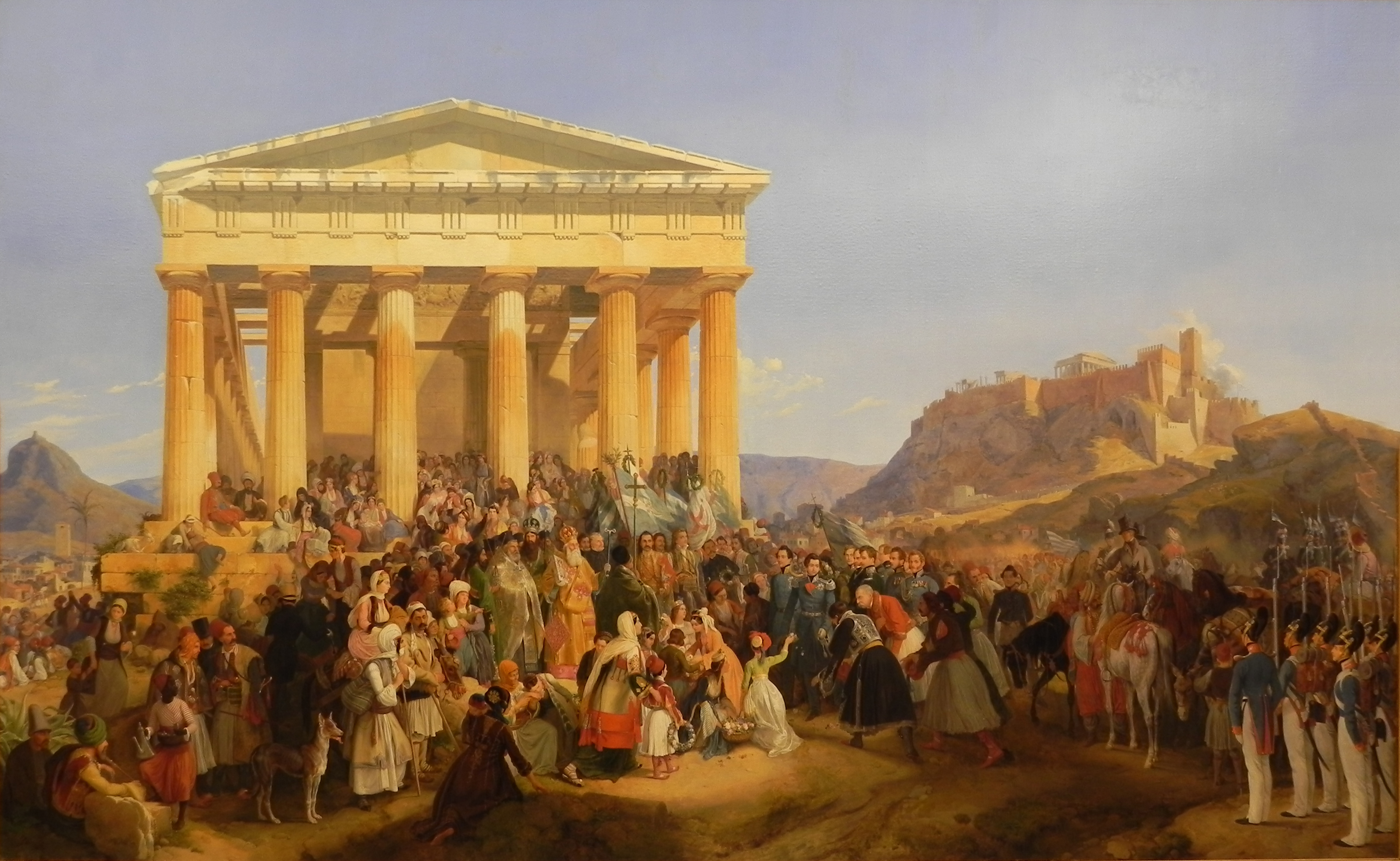
دخول الملك أوتو في أثينا بواسطة بيتر فون هيس.

في عام 1831، حكم كابوديسترياس على بيتروبي مافروميشاليس بالسجن، في شبه جزيرة ماني، واحدة من أكثر المناطق تمردا ووحشية في اليونان. كان هذا جريمة فظيعة لعائلة مافروميشاليس، وفي 9 أكتوبر 1831 (27 سبتمبر في التقويم اليولياني) اغتيل كابوديسترياس من قبل شقيق بيتروس كونستانتيس وابنه جورجيوس على خطوات كنيسة سانت سبيريدون في نافليو.
نجح إيونيس كابوديسترياس كحاكم عين بواسطة أخيه الأصغر، أوغسطينوس كابوديسترياس. حكم اوغسطينوس لمدة ستة أشهر فقط، حيث سقطت البلاد كثيرا في حالة من الفوضى. بموجب البروتوكول الموقع في مؤتمر لندن لعام 1832 في 7 مايو 1832 بين بافاريا وقوى الحماية، عرفت اليونان بأنها مملكة مستقلة، خالية من السيطرة العثمانية، مع خط أرتا فولوس كحدودها الشمالية. تناول البروتوكول الطريقة التي كان من المقرر أن تدار ريجنسي حتى أوتو بافاريا حيث رضى به الأغلبية لتولي عرش اليونان. تم تعويض الدولة العثمانية بمبلغ 40 مليون بياستر لخسارة الأراضي في المملكة الجديدة.

## حكم الملك أوتو (1833-1863)

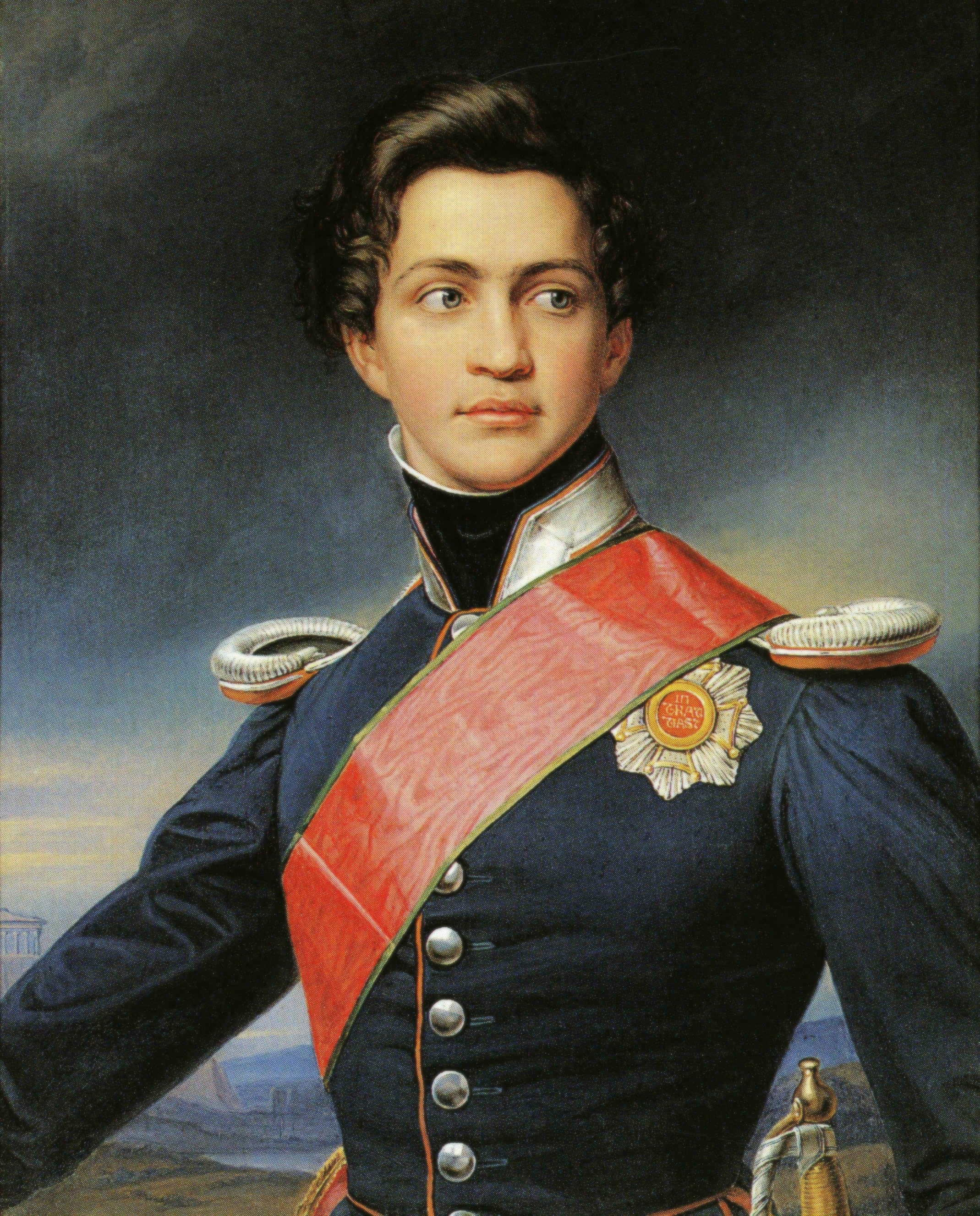
أوتو، أول ملك في تاريخ اليونان الحديثة.

أثبت أن عهد أوتو كان مضطربا، لكنه تمكن من التمسك لمدة 30 عاما قبل أن يكون هو وزوجته الملكة آماليا، تركا بنفس الطريقة التي أتوا بها على متن سفينة حربية بريطانية. خلال السنوات الأولى من حكمه، حكمت مجموعة من ريجنتس البافارية باسمه، وجعلوا أنفسهم مكروهين جدا من خلال محاولة فرض الأفكار الألمانية من الحكومة الهرمية الجامدة على الإغريق، مع إبقاء أهم مكاتب الدولة بعيدا عنهم. مع ذلك، فقد أرسوا أسس الإدارة اليونانية والجيش ونظام العدالة والنظام التعليمي. كان أوتو صادقا في رغبته في إعطاء اليونان حكومة جيدة، لكنه عانى من عائقين كبيرين: إيمانه الكاثوليكي الروماني وزوجته الملكة آماليا التي لم تنجب له أطفالا. هذا يعني أنه لا يمكن أن يتوج كملك اليونان تحت طقوس الأرثوذكسية ولا يمكنه أن يجد له من يخلفه.
حكم ريجنتس البافاريين حتى عام 1837، عندما تم استدعاؤهم بإصرار بريطانيا وفرنسا. عين أوتو بعد ذلك وزراء يونانيين، على الرغم من أن المسؤولين البافاريين لا يزالون يديرون معظم الإدارة والجيش. في هذا الوقت، لم يكن لدى اليونان أي سلطة تشريعية ولا دستور. ازداد السخط حتى اندلعت ثورة 3 سبتمبر 1843 في أثينا. وافق أوتو على منح الدستور وعقد جمعية وطنية اجتمعت في نوفمبر من نفس العام. أنشأ الدستور اليوناني لعام 1844 برلمان من مجلسين يتألف من جمعية (فولي) ومجلس شيوخ (جيروسيا). انتقلت السلطة إلى أيدي مجموعة من السياسيين اليونانيين، ومعظمهم من القادة في حرب الاستقلال ضد العثمانيين.
كانت السياسة اليونانية في القرن التاسع عشر تهيمن عليها «المسألة الوطنية». ظل معظم اليونانيين يعيشون تحت الحكم العثماني، وحلم اليونانيون بتحريرهم جميعا وإعادة تشكيل دولة تضم جميع الأراضي اليونانية، وعاصمتها القسطنطينية. كان يطلق عليها الفكرة العظيمة (فكرة ميغالي)، واستمرت من خلال التمرد المستمر تقريبا ضد الحكم العثماني في الأراضي الناطقة باليونانية، وخاصة كريت، ثيساليا ومقدونيا.
عندما اندلعت حرب القرم في عام 1854، رأى اليونان فرصة لكسب الأراضي التي تسيطر عليها الدولة العثمانية التي كان عدد سكانها اليونانيين كبيرا. اليونان، وهي أمة أرثوذكسية، كان لها دعم كبير في روسيا، ولكن الحكومة الروسية قررت أنه من الخطورة جدا مساعدة اليونان على توسيع حيازاتها. عندما هاجم الروس القوات العثمانية، غزت اليونان ثيساليا وإبيروس. لمنع المزيد من التحركات اليونانية، احتل البريطانيون والفرنسيون الميناء اليوناني الرئيسي في بيرايوس من أبريل 1854 إلى فبراير 1857. الإغريق، القمار على انتصار الروسي، تحرض على إبيروس ثورة واسعة النطاق من 1854 وكذلك الانتفاضات في جزيرة كريت. فشلت الثورات ولم تحقق اليونان أي مكاسب خلال حرب القرم التي خسرتها روسيا.
كان جيل جديد من السياسيين اليونانيين يزداد تعصبا على نحو متزايد من تدخل الملك أوتو المستمر في الحكومة. في عام 1862، رفض الملك رئيس وزرائه، الأدميرال السابق قسطنطين كناريس، أبرز سياسي في هذه الفترة. أدى ذلك إلى تمرد عسكري، مما أجبر أوتو على قبول حتمية مغادرة البلد.
ثم طلب الإغريق من بريطانيا إرسال ابن الملكة فيكتوريا الأمير ألفريد ملكا جديدا، إلا أن الدول الأخرى اعترضت عليه. بدلا من ذلك، أصبح الأمير الدنماركي الشاب الملك جورج الأول خيارا شعبيا جدا كعاهل دستوري، واتفق على أن أبنائه سوف تثار في الإيمان الأرثوذكسي اليوناني. كمكافأة لليونانيين لاعتماد ملك موال لبريطانيا، تنازلت بريطانيا عن الجزر الأيونية لليونان.

## حكم الملك جورج الأول (1864-1913)

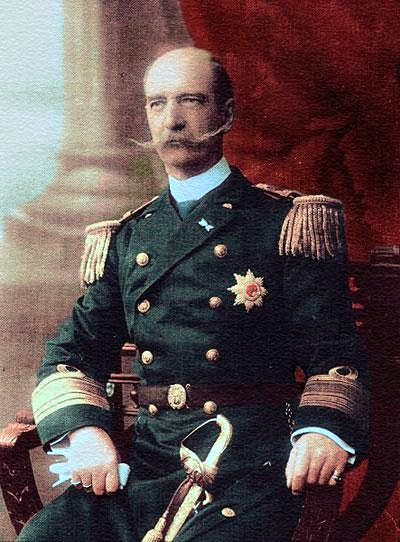
الملك جورج، واحد من الهلينس في زي البحرية الهلينيكية.

بناء على حث بريطانيا والملك جورج، اعتمدت اليونان الدستور اليوناني أكثر ديمقراطية منذ عام 1864. تم تخفيض سلطات الملك، تم إلغاء مجلس الشيوخ، وامتدت الامتيازات لجميع الذكور البالغين. تم اعتماد التصويت في الانتخابات، مع جرة واحدة لكل مرشح مقسمة إلى «نعم» و «لا» انقسمت إلى  الناخبين الذين تسببوا في تأخير الحكم. مع ذلك، ظلت السياسة اليونانية سلالة حادة، كما كانت دائما. حدثت أسماء أسرية مثل زايميس وراليس وتريكوبيس مرارا وتكرارا ليتقلدوا منصب رئيس الوزراء.
على الرغم من أن الأطراف كانت تتمحور حول القادة الفرديين، وغالبا ما تحمل أسمائهم، كان هناك اتجاهان سياسيان واسعان: الليبراليون، بقيادة أولا شاريلاوس تريكوبيس وبعد ذلك من قبل الفثيريوس فينيزيلوس، والمحافظين، بقيادة في البداية من قبل ثيودوروس ديليجيانيس وبعد ذلك من قبل ثراسيفولوس زايميس.سيطر تريكوبيس وديليجيانيس على السياسة اليونانية في القرن التاسع عشر في وقت لاحق، بالتناوب في منصبه. فضلت تريكوبيس التعاون مع بريطانيا العظمى في الشؤون الخارجية، وإنشاء البنية التحتية وصناعة السكان الأصليين، ورفع التعريفات الحمائية والتشريعات الاجتماعية التقدمية، في حين أن الديليجيانيس أكثر شعبية وتعتمد على تعزيز القومية اليونانية وفكرة ميغالي.
ظلت اليونان بلدا فقيرا جدا طوال القرن التاسع عشر. افتقر البلد إلى المواد الخام والبنية التحتية ورأس المال. وكانت الزراعة في الغالب على مستوى الكفاف، وكانت أهم السلع التصديرية هي المشمش والزبيب والتبغ. بعض اليونانيين أصبحوا أغنياء بالإضافة إلى التجار وملاك السفن، وأصبحت بيرايوس ميناء رئيسي، ولكن القليل من هذه الثروة وجدت طريقها إلى الفلاحين اليونانيين. ظلت اليونان تحت وطأة الديون في بيوت التمويل في لندن.
بحلول التسعينيات من القرن التاسع عشر أصبحت اليونان مفلسة تقريبا. كان الفقر منتشرا في المناطق الريفية والجزر، ولم يخفف إلا من الهجرة الوافدة إلى الولايات المتحدة. لم يكن هناك سوى القليل من التعليم في المناطق الريفية. مع ذلك، حدث تقدم في بناء الاتصالات والهياكل الأساسية، كما أقيمت مباني عامة جيدة في أثينا.على الرغم من الوضع المالي السيئ، نظمت أثينا إحياء الألعاب الأوليمبية في عام 1896، والتي أثبتت نجاحا كبيرا.

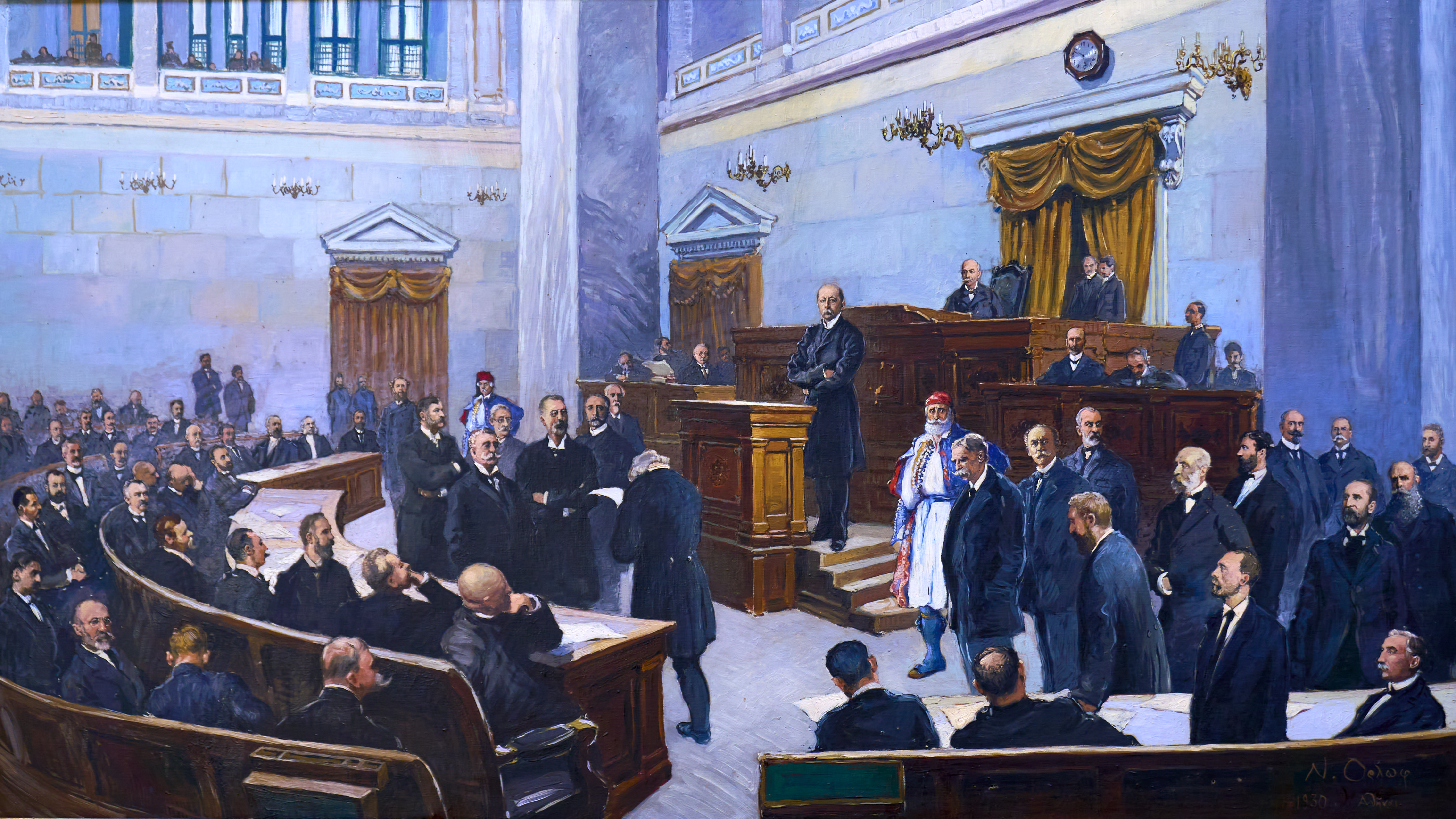
البرلمان اليوناني في 1880s، مع بيإم شاريلاوس تريكوبيس واقفا على المنصة.

تطورت العملية البرلمانية إلى حد كبير في اليونان خلال عهد جورج الأول. في البداية، لا يزال الامتياز الملكي في اختيار رئيس وزرائه، وساهم في عدم الاستقرار الحكومي، حتى إدخال مبدأ ديديلوميني للثقة البرلمانية في عام 1875 من قبل تشاريلاوس تريكوبيس الإصلاحي. غير أن النزاع المتبقي والانتفاضات الانتخابية المتكررة ما زالت هي القاعدة في السياسة اليونانية، وأحبطت تنمية البلد.
أدى الفساد وزيادة تريكوبيس في الإنفاق (لإنشاء البنية التحتية الضرورية مثل قناة كورينث) إلى إضعاف الاقتصاد اليوناني الضعيف، مما دفع إعلان الإفلاس العام في عام 1893 وقبول فرض سلطة مراقبة مالية دولية لسداد دائني البلد.
هناك قضية سياسية أخرى في اليونان في القرن التاسع عشر كانت مسألة اللغة اليونانية. تحدث الشعب اليوناني شكلا من أشكال اليونانيين يدعى الديموطيقية. رأى العديد من النخبة المتعلمة هذه لهجة الفلاحين وعازمون على استعادة أمجاد اليونانية القديمة. نشرت الوثائق والصحف الحكومية بالتالي في كاتاريفوسا (تنقية) اليونانية، وهو شكل قليل من اليونانيين العاديين يمكن أن يتم قراءته. فضل الليبراليون الاعتراف بالديموطيقية كلغة وطنية، ولكن المحافظين والكنيسة الأرثوذكسية قاوموا بكل هذه الجهود، إلى حد أنه عندما ترجمت العهد الجديد إلى ديموطيقية في عام 1901، اندلعت أعمال الشغب في أثينا وسقطت الحكومة (إفانجيلياكا). ظلت هذه القضية تعصف بالسياسة اليونانية حتى السبعينيات.

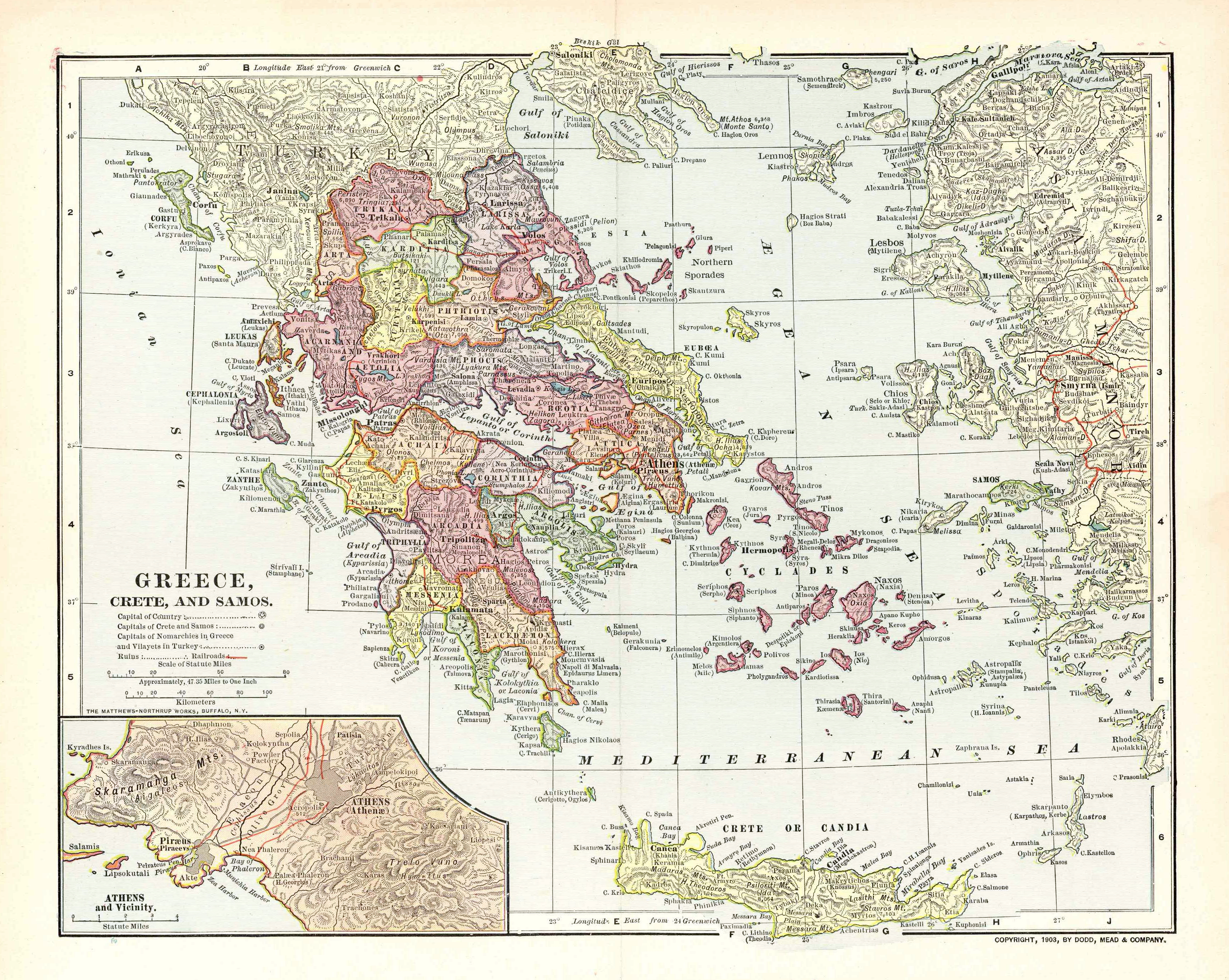
خريطة مملكة اليونان، ودولة كريتي وإمارة ساموس في عام 1903، قبل حروب البلقان.

مع ذلك، فقد توحد جميع اليونانيين في تصميمهم على تحرير المقاطعات الناطقة باليونانية في الإمبراطورية العثمانية. خصوصا في جزيرة كريت، أثارت الثورة الكريتية (1866-1869) الحماس القومي. عندما اندلعت الحرب بين الروس والعثمانيين في الحرب الروسية التركية (1877-1878)، ارتفعت المشاعر الشعبية اليونانية إلى جانب روسيا، ولكن اليونان كانت فقيرة جدا وقلقة للغاية إزاء التدخل البريطاني لدخول الحرب رسميا. مع ذلك، في عام 1881، تم التخلي عن ثيساليا وأجزاء صغيرة من إبيروس إلى اليونان كجزء من معاهدة برلين.
واصل اليونانيون في كريت ثورات منتظمة، وفي عام 1897، أعلنت الحكومة اليونانية تحت حكم ثيودوروس ديليجيانيس، التي كانت تضغط على الضغط الشعبي، الحرب على العثمانيين. في الحرب اليونانية التركية التي تلت عام 1897، هزم العثمانيون الجيش اليوناني المدرب تدريبا جيدا ومجهزا. غير أن اليونان خسرت، من خلال تدخل القوى العظمى، مساحة صغيرة على طول الحدود إلى تركيا، في حين أنشئت كريت كدولة مستقلة بموجب الأمير جورج اليونان كدولة كريتية.

### الحروب البلقانية
خلال ربيع عام 1912، شكلت سلسلة من الاتفاقات الثنائية بين دول البلقان المسيحية (اليونان وبلغاريا والجبل الأسود وصربيا) رابطة البلقان، التي أعلنت في أكتوبر 1912 الحرب على الإمبراطورية العثمانية. في حرب البلقان الأولى، هزم العثمانيون جميع الجبهات، وهرع الحلفاء الأربعة للاستيلاء على أكبر قدر ممكن من الأراضي. احتل الإغريق سالونيك قبل تقدمهم إلى البلغار مباشرة، وأخذ أيضا الكثير من إبيروس مع إيوانينا، وكذلك كريت وجزر بحر إيجة.
أنهت معاهدة لندن (1913)  الحرب، ولكن لم يترك أحد راضيا، وسرعان ما سقط الحلفاء الأربعة على تقسيم مقدونيا. في يونيو 1913، هاجمت بلغاريا اليونان وصربيا، ابتداء من حرب البلقان الثانية، ولكن تعرضت للضرب مرة أخرى. إن معاهدة بوخارست (1913)، التي اختتمت حرب البلقان الثانية، غادرت اليونان مع إبيروس الجنوبية، والنصف الجنوبي من مقدونيا (المعروفة باسم مقدونيا اليونانية) وجزيرة كريت وجزر بحر إيجة، باستثناء جزر دوديكانيس التي كانت تحتلها إيطاليا منذ عام 1911.ضاعفت هذه المكاسب تقريبا مساحة اليونان والسكان.
في آذار / مارس 1913، اغتال الفوضوي، الكسندروس شيناس، الملك جورج في تسالونيكي، وجاء ابنه إلى العرش كما قسطنطين الأول كان قسطنطين أول ملك يوناني ولد في اليونان وأول من يكون الأرثوذكسي اليوناني بالولادة.  تم اختيار اسمه نفسه بروح الرومانية اليونانية (فكرة ميغالي)، مستحضرا الأباطرة البيزنطيين لهذا الاسم. بالإضافة إلى ذلك، وبصفته القائد العام للجيش اليوناني خلال حروب البلقان، فإن شعبيته كانت هائلة، كان منافسه الوحيد هو فينيزيلوس، رئيس وزرائه.

## الحرب العالمية الأولى والأزمات اللاحقة بها (1914-1922)
عندما اندلعت الحرب العالمية الأولى في عام 1914، فضل الملك ورئيس وزرائه فينيزيلوس أن يقووم بالحفاظ على الموقف المحايد، على الرغم من معاهدة تحالف اليونان مع صربيا، التي تعرضت لهجوم من النمسا  كأول عمل عدواني للنزاع .لكن عندما طلب الحلفاء المساعدة اليونانية في حملة الدردنيل عام 1915، وعرضت قبرص في المقابل، أصبحت وجهات نظرهم المتباينة واضحة: كان قسطنطين قد تلقى تعليمه في ألمانيا، وكان متزوجا من صوفيا بروسيا، شقيقة كايزر فيلهلم، وكان مقتنعا انتصار القوى المركزية ". فينيزيلوس، من ناحية أخرى، كان أنجلوفيل متحمسا، ويثق في انتصار الحلفاء.
بما أن اليونان، وهي بلد بحري، لا يمكنها أن تعارض البحرية البريطانية القوية، واستشهدت بالحاجة إلى فترة راحة بعد حربين، فضل الملك قسطنطين الحياد المستمر، في حين سعى فينيزيلوس بنشاط إلى دخول اليونان في الحرب على جانب الحلفاء. استقال فينيزلوس، لكنه فاز في الانتخابات اليونانية عام 1915 وشكل مرة أخرى الحكومة. عندما دخلت بلغاريا الحرب كحليف ألماني في أكتوبر 1915، دعا فينيزيلوس قوات الحلفاء إلى اليونان (جبهة سالونيكا)، والتي رفضها قسطنطين مرة أخرى.

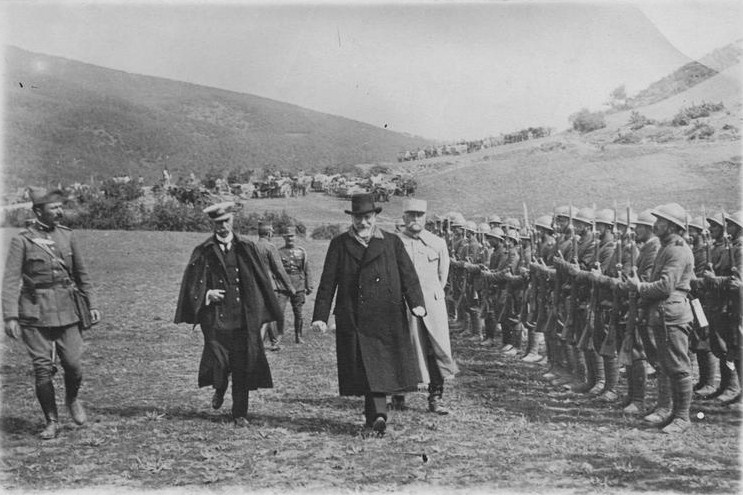
فينيزلوس يستعرض قسم من الجيش اليوناني على الجبهة المقدونية خلال الحرب العالمية الأولى، 1917. ويرافقه الاميرال بافلوس كوندوريوتيس (يسار) والجنرال موريس ساريل (يمين).

في آب / أغسطس 1916، بعد العديد من الحوادث التي تعدي فيها كلا الجانبين في الحرب على الأراضي اليونانية محايدة من الناحية النظرية، ارتفع ضباط فينيزليست في ثيسالونيكي ليسيطر الحلفاء وفينيزيلوس الذين أنشؤوا حكومة منفصلة هناك المعروفة باسم ما يسمى حركة الدفاع الوطني. كان قسنطين يحكم الآن فقط في ما كانت اليونان قبل حروب البلقان («اليونان القديمة»)، وكانت حكومته عرضة للإهانات المتكررة من الحلفاء. في نوفمبر 1916 احتل الفرنسيون بيرايوس، قصف أثينا وأجبر الأسطول اليوناني على الاستسلام. اطلقت القوات الملكية النار عليهم مما ادى إلى معركة بين القوات الملكية الفرنسية واليونانية. كانت هناك أيضا أعمال شغب ضد أنصار فينيزيلوس في أثينا (نيمفريانا).
بعد ثورة فبراير في روسيا في عام 1917، تم القضاء على دعم القيصر لابن عمه قسطنطين، واضطر إلى مغادرة البلاد، دون التخلي عن الواقع، في يونيو 1917. ابنه الثاني الكسندر أصبح الملك، في حين أن العائلة المالكة المتبقية ووتبعه الملكيون البارزون إلى المنفى. قاد فينيزلوس الآن اليونان موحدة بشكل سطحي في الحرب على جانب الحلفاء، ولكن تحت السطح، أصبح تقسيم المجتمع اليوناني إلى فينيزليستس ومضادة للانتماء، ما يسمى الانشقاق الوطني، أكثر رسوخا.

### الحرب التركية اليونانية (1919-1922)

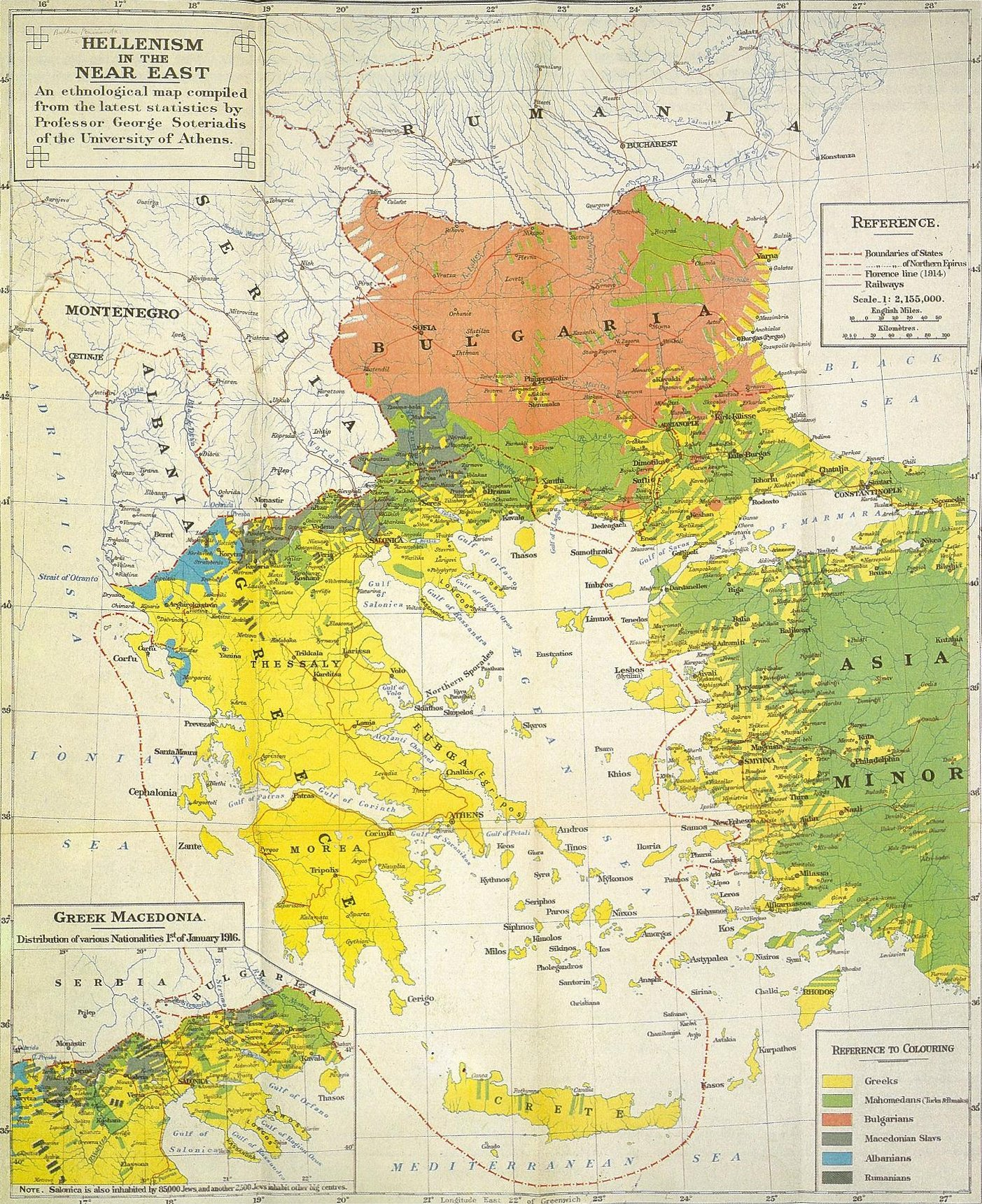
المملكة اليونانية والمغتربين اليونانيين في البلقان وغرب آسيا الصغرى، وفقا لخريطة عام 1919 المقدمة لمؤتمر باريس للسلام.

مع نهاية الحرب في نوفمبر 1918، كانت الإمبراطورية العثمانية المحضرة جاهزة للانقسام بين المنتصرين، وتتوقع اليونان الآن من الحلفاء الوفاء بوعودهم. بقدر ضئيل من خلال الجهود الدبلوماسية لفينيزيلوس، ضمت اليونان تراقيا الغربية في معاهدة نيويلي في نوفمبر 1919 وتراقيا الشرقية ومنطقة حول سميرنا في غرب الأناضول (بالفعل تحت الإدارة اليونانية كاحتلال إزمير منذ مايو 1919) في معاهدة سيفر من أغسطس 1920. ترك مستقبل القسطنطينية ليتم تحديده. ولكن في الوقت نفسه، ارتفعت حركة وطنية تركية في تركيا بقيادة مصطفى كمال (في وقت لاحق كمال أتاتورك)، الذي شكل حكومة منافسة في أنقرة وشارك في محاربة الجيش اليوناني.

خريطة للتطورات العسكرية خلال الحرب اليونانية التركية (1919-1922).

عند هذه النقطة، والوفاء فكرة ميغالي بدا بالقرب. مع ذلك فقد كان عميقا في ذلك هو الصدع الذي شهده المجتمع اليوناني عند محاولة عودته إلى اليونان محاولة اغتيال على يد فينيزيلوس من قبل ضباط سابقين ملكيين. الأكثر إثارة للدهشة أن حزب فينيزيلوس الليبرالي خسر الانتخابات اليونانية في نوفمبر 1920، وفي الاستفتاء اليوناني لعام 1920، صوت الشعب اليوناني لعودة الملك قسطنطين من المنفى بعد الموت المفاجئ للملك الكسندر.
لكن المعارضة المتحدة، التي شنت حملة على شعار إنهاء حملة آسيا الصغرى في الأناضول، عززتها بدلا من ذلك. لكن الاستعادة الملكية كانت لها عواقب وخيمة: فقد تم إقالة العديد من ضباط فينيزليست المخضرمين أو تركوا الجيش، في حين وجدت إيطاليا وفرنسا عودة قسطنطين المبغض ذريعة مفيدة لتحويل دعمهم إلى كمال. أخيرا، في أغسطس 1922، قام الجيش التركي بتحطيم الجبهة اليونانية، وأخذ سميرنا في العملية التي أدت إلى كارثة كبيرة من كارنا سميرنا.
لم يقم الجيش اليوناني بإجلاء الأناضول فحسب، بل أيضا إلى تراقيا الشرقية وجزيرتي إمبروس وتينيدوس وفقا لأحكام معاهدة لوزان. تم الاتفاق على تبادل سكانى بين اليونان وتركيا بين البلدين حيث تم اقتلاع أكثر من 1.5 مليون مسيحي ونصف مليون مسلم تقريبا. شكلت هذه الكارثة نهاية فكرة ميغالي، وتدهورت اليونان ماليا واستنفدت ماليا، واضطرت إلى إيواء وإطعام عدد كبير نسبيا من اللاجئين اليونانيين.

## الجمورية والملكية

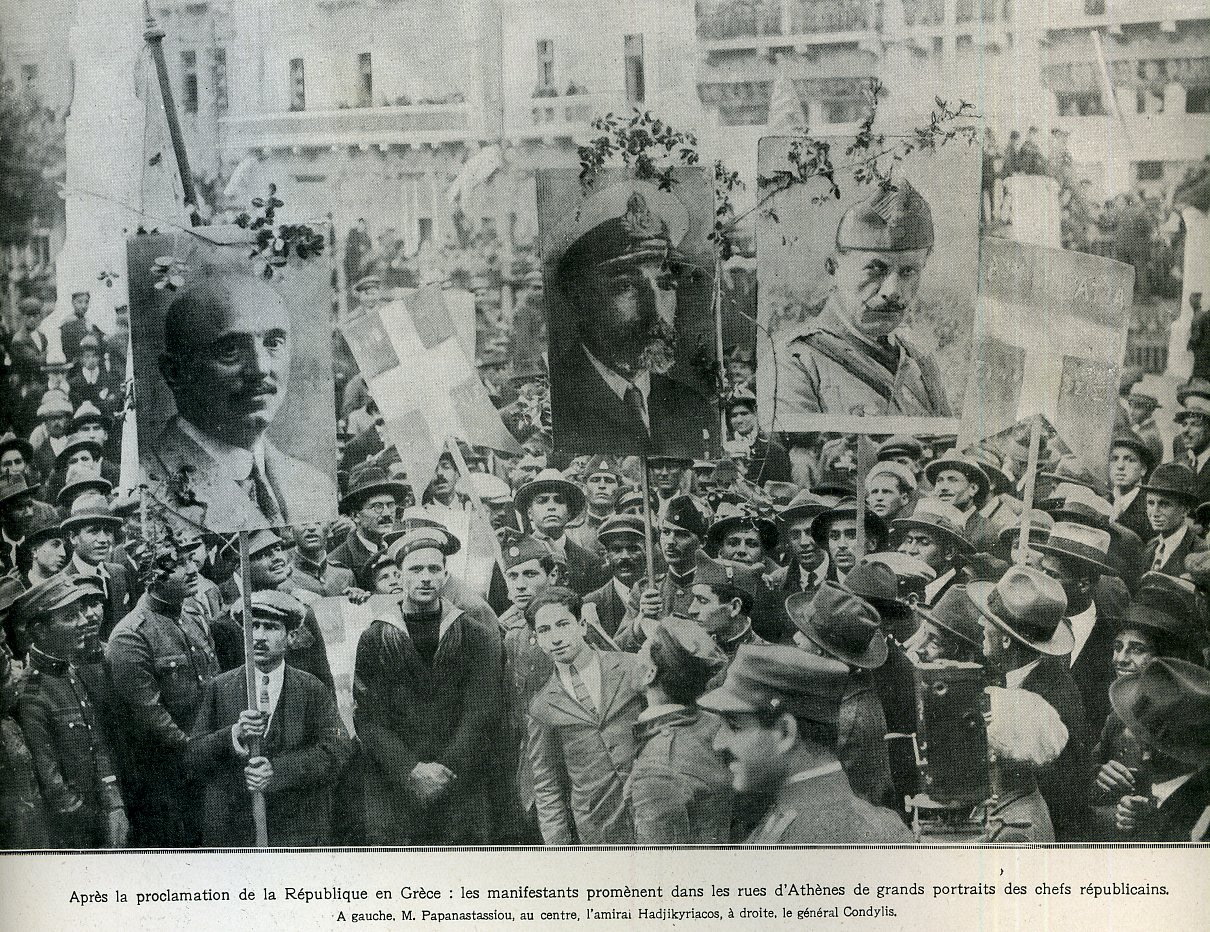
الحشود تحتفل في أثينا بإعلان الجمهورية، 1924، مع لافتات من زعماء الجمهوريين باباناستاسيو، هاتزيكيرياكوس و كونديليس.

زادت الكارثة من عمق الأزمة السياسية، مع ارتفاع الجيش العائد تحت ضباط فينيزليست وإجبار الملك قسطنطين على التنازل عن العرش مرة أخرى، في سبتمبر 1922، لصالح ابنه البكر، جورج الثاني. «اللجنة الثورية» برئاسة العقيد ستيليانوس غوناتاس (قريبا ليصبح رئيس الوزراء) ونيكولاوس بلاستيراس تشارك في مطاردة ساحرة ضد الملكيين، وبلغت ذروتها في «محاكمة الستة».
عقدت الانتخابات اليونانية لعام 1923 لتشكيل جمعية وطنية مع صلاحيات لصياغة دستور جديد. في أعقاب محاولة انقلاب فاشلة من ليوناردوبولوس - غارغاليديس، امتنعت الأحزاب الملكية عن التصويت، مما أدى إلى انهيار أرضي لليبراليين وحلفائهم. وطلب من الملك جورج الثاني مغادرة البلاد، وفي 25 مارس 1924، أعلن الكسندروس باباناستاسيو الجمهورية اليونانية الثانية، التي صدق عليها الاستفتاء اليوناني عام 1924 بعد شهر.
غير أن الجمهورية الجديدة بنيت على أسس غير مستقرة. عاش الانشقاق الوطني، كما  أن الملكيين، باستثناء ايوانيس ميتاكساس، لم يعترفوا بالنظام الجمهوري الذي ترعاه فينيزليست. أصبح الجيش، الذي كان له السلطة وقدم العديد من المؤيدين الرئيسيين للجانبين، عاملا لا يمكن الاستهانة به، وعرضة للتدخل في السياسة.
كانت اليونان معزولة دبلوماسيا وضعيفة، كما ظهر حادث كورفو عام 1923، والأسس الاقتصادية للدولة كانت في حالة خراب بعد عقد من الحرب والزيادة المفاجئة في عدد سكان البلاد بمقدار الربع. غير أن اللاجئين جلبوا جوا جديدا إلى اليونان. كانوا فقراء الآن، ولكن قبل عام 1922 كان هناك العديد من رجال الأعمال والمتعلمين جيدا. من المؤيدين بقوة من فينيزيلوس والجمهورية، وكثير من المتطرفين ولعب دورا قياديا في الحزب الشيوعي اليوناني الوليد.
في حزيران / يونيه 1925، شن الجنرال ثيودوروس بانغالوس انقلابا وحكم بالدكتاتورية لمدة عام حتى الانقلاب المضاد من قبل جنرال آخر، جورجيوس كونديليس، وأغلقه واستعاد الجمهورية. في الوقت نفسه، تمكن بانغالوس من تهجير اليونان في حرب قصيرة الأمد مع بلغاريا عجلت بسبب الحادث في بيتريتش وتقديم تنازلات غير مقبولة في سالونيك والمناطق النائية إلى يوغوسلافيا في محاولة للحصول على دعمها لسياساته الاحتجاجية ضد تركيا.
في عام 1928، عاد فينيزيلوس من المنفى بعد انتصار ساحق في الانتخابات اليونانية عام 1928، شكل حكومة. وكانت هذه هي الحكومة الوحيدة في الجمهورية الثانية التي تدير فترة ولايتها البالغة أربع سنوات كاملة، وكان العمل الذي خلفته كبيرا. بالإضافة إلى الاصلاحات المحلية، استعاد فينيزيلوس العلاقات الدولية المتوترة في اليونان، حتى بدأ المصالحة اليونانية التركية مع زيارة لانقرة وتوقيع اتفاقية الصداقة في عام 1930
 أصاب الكساد العظيم اليونان، وهي بلد فقير بالفعل يعتمد على الصادرات الزراعية، وتلك خاصة بالكاد يعتمد عليها. مما زاد من سوء الأمور إغلاق الهجرة إلى الولايات المتحدة، وهو صمام الأمان التقليدي للفقر الريفي. ارتفاع معدلات البطالة وما يترتب على ذلك من اضطرابات اجتماعية، وحقق الحزب الشيوعي اليوناني تقدما سريعا. اضطر فينيزلوس إلى التخلف عن سداد الديون الوطنية لليونان في عام 1932، وانه سقط من منصبه بعد الانتخابات اليونانية عام 1932. خلفه من قبل حكومة الائتلاف الملكي بقيادة باناجيس تسالداريس من حزب الشعب.
فشل اثنين من الانقلابات العسكرية فينيزليست في عامي 1933 و 1935 في محاولة للحفاظ على الجمهورية، ولكن كان لها تأثير معاكس. في 10 أكتوبر 1935، بعد أشهر قليلة من قمع محاولة الانقلاب اليوناني في عام 1935، قام جورجيوس كونديليس، المنحدر الفينيزيلي السابق، بإلغاء الجمهورية في انقلاب آخر، وأعلن استعادة النظام الملكي. أكد الاستفتاء اليوناني المزور عام 1935 على تغيير النظام (مع نسبة غير مسبوقة من الأصوات بلغت 97.88٪)، وعاد الملك جورج الثاني.
النظام المحافظ من ايوانيس ميتاكساس (4 من نظام أغسطس): اعتمدت العديد من الأفكار ورمزية الفاشية الإيطالية وهنا قام أعضاء المنظمة الوطنية للشباب بإعطاء التحية الرومانية لميتاكساس.

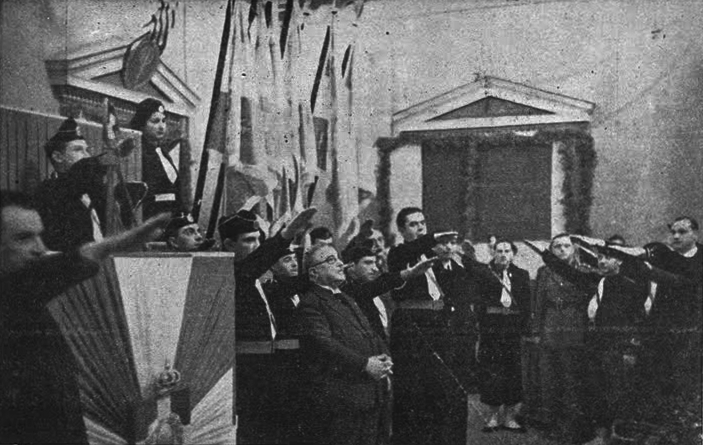
النظام المحافظ من ايوانيس ميتاكساس (4 من نظام أغسطس) اعتمدت العديد من الأفكار ورمزية الفاشية الإيطالية. هنا أعضاء المنظمة الوطنية للشباب يقومون بإعطاء التحية الرومانية لميتاكساس.

رفض الملك جورج الثاني على الفور كونديليس وعين البروفسور كونستانتينوس ديميرتزيس رئيسا مؤقتا للوزراء. فينيزيلوس، في المنفى، حث على إنهاء الصراع على النظام الملكي في ضوء التهديد لليونان من صعود إيطاليا الفاشية. وافق خلفاؤه الزعيم الليبرالي، ثيميستوكليس صوفوليس وجورجيوس باباندريو، وتم قبول استعادة النظام الملكي. أسفرت الانتخابات اليونانية لعام 1936 عن برلمان معلق، مع الشيوعيين الذين يحملون التوازن. بما أنه لا يمكن تشكيل حكومة، استمر ديميرتزيس وفي الوقت نفسه، تركت سلسلة من الوفيات المشهد السياسي اليوناني في حالة من الفوضى: توفي كونديليس في شباط / فبراير، فينيزيلوس في آذار / مارس، ديمرتسيس في نيسان / أبريل وتسالاريس في أيار / مايو وأصبح الطريق واضحا الآن لدى ايوانيس ميتاكساس، الذي خلف ديمرتزيس رئيسا مؤقتا للوزراء.
يعتقد ميتاكساس، وهو جنرال ملكي متقاعد، أن الحكومة الاستبدادية ضرورية لمنع الصراع الاجتماعي وقمع قوة الشيوعيين المتزايدة. وفي 4 آب / أغسطس 1936، بدعم من الملك، علق البرلمان وأقام نظام الرابع من أغسطس. تم قمع الشيوعيين وذهب القادة الليبراليون إلى المنفى الداخلي. بعد ذلك، قام نظام ميتاكساس بترقية مفاهيم مختلفة مثل «الحضارة الهيلينية الثالثة»، التحية الرومانية، وهي منظمة وطنية للشباب، وقدم تدابير للحصول على دعم شعبي، مثل الإغريق الاجتماعي اليوناني معهد التأمين (إيكا)، لا يزال أكبر مؤسسة للضمان الاجتماعي في اليونان.على الرغم من هذه الجهود، كان النظام يفتقر إلى قاعدة شعبية واسعة أو حركة جماهيرية تدعمه. الشعب اليوناني كان عموما غير مبال، دون معارضة نشطة لميتاكساس. قام ميتاكساس بتحسين دفاعات البلاد استعدادا للحرب الأوروبية المقبلة، وبناء «خط ميتاكساس»، من بين تدابير دفاعية أخرى. وعلى الرغم من انفصاله عن الفاشية، والعلاقات الاقتصادية القوية مع ألمانيا النازية الجديدة، اتبعت ميتاكساس سياسة الحياد، نظرا لعلاقات اليونان التقليدية مع بريطانيا، التي تعززها النغمة الشخصية للملك جورج الثاني. في نيسان / أبريل 1939، لوح التهديد الإيطالي فجأة في الأفق عندما ضمت إيطاليا ألبانيا، وبالتالي بريطانيا بضمان علني حدود اليونان. هكذا، عندما اندلعت الحرب العالمية الثانية في سبتمبر 1939، ظلت اليونان محايدة.

## الحرب العالمية الثانية

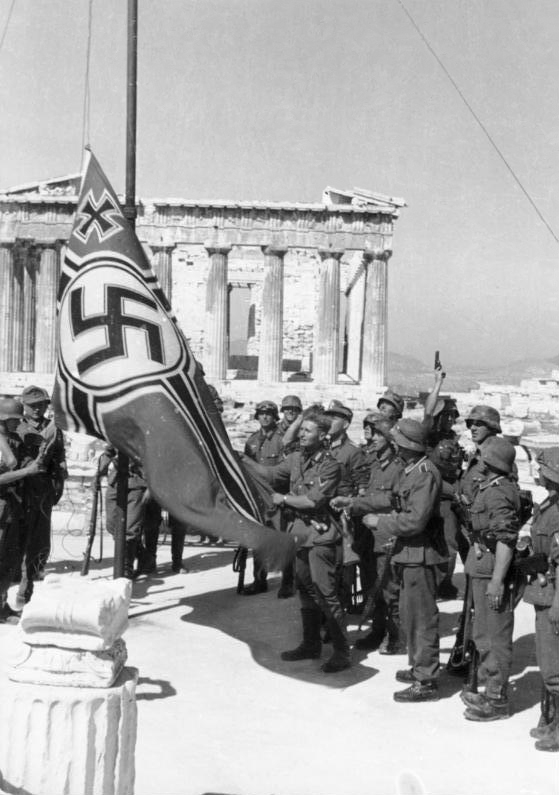
البداية الرمزية للاحتلال: الجنود الألمان يرفعون علم الحرب الألماني فوق الأكروبوليس. سيتم إزالته في واحدة من أولى أعمال المقاومة اليونانية.

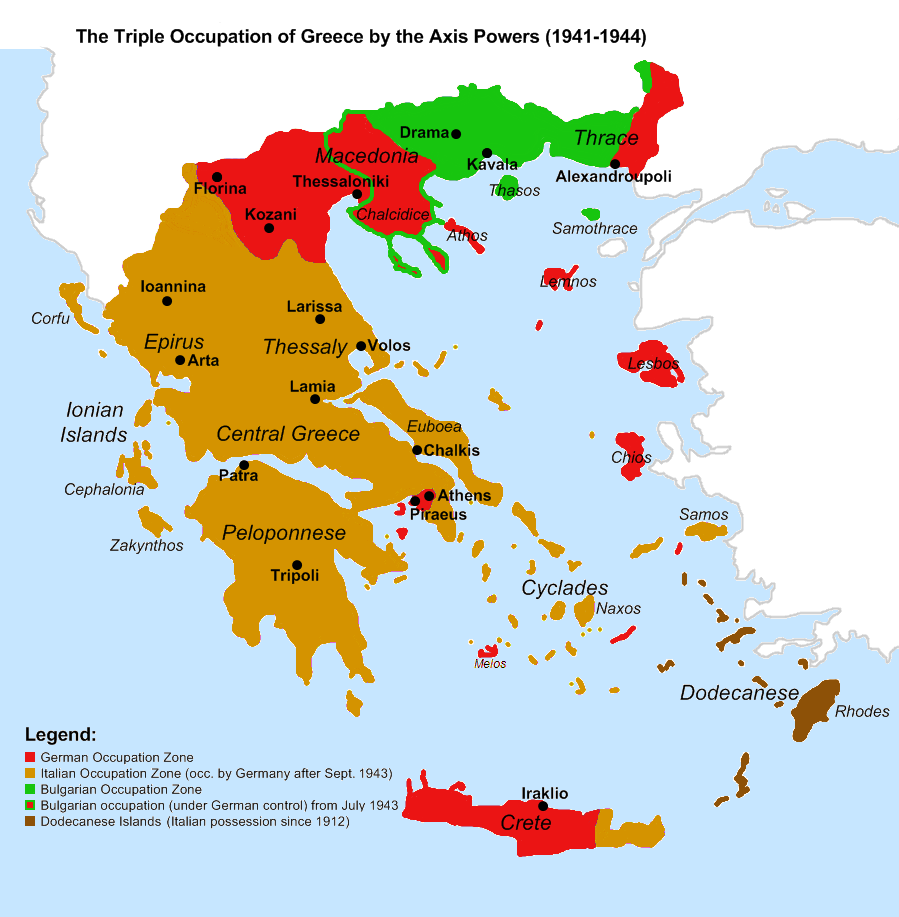
مناطق الاحتلال الثلاث. الأزرق يشير إلى الإيطالية والأحمر الألمانية والأخضر الأراضي التي ضمتها بلغاريا. وقد استولى الألمان على المنطقة الإيطالية في سبتمبر 1943.

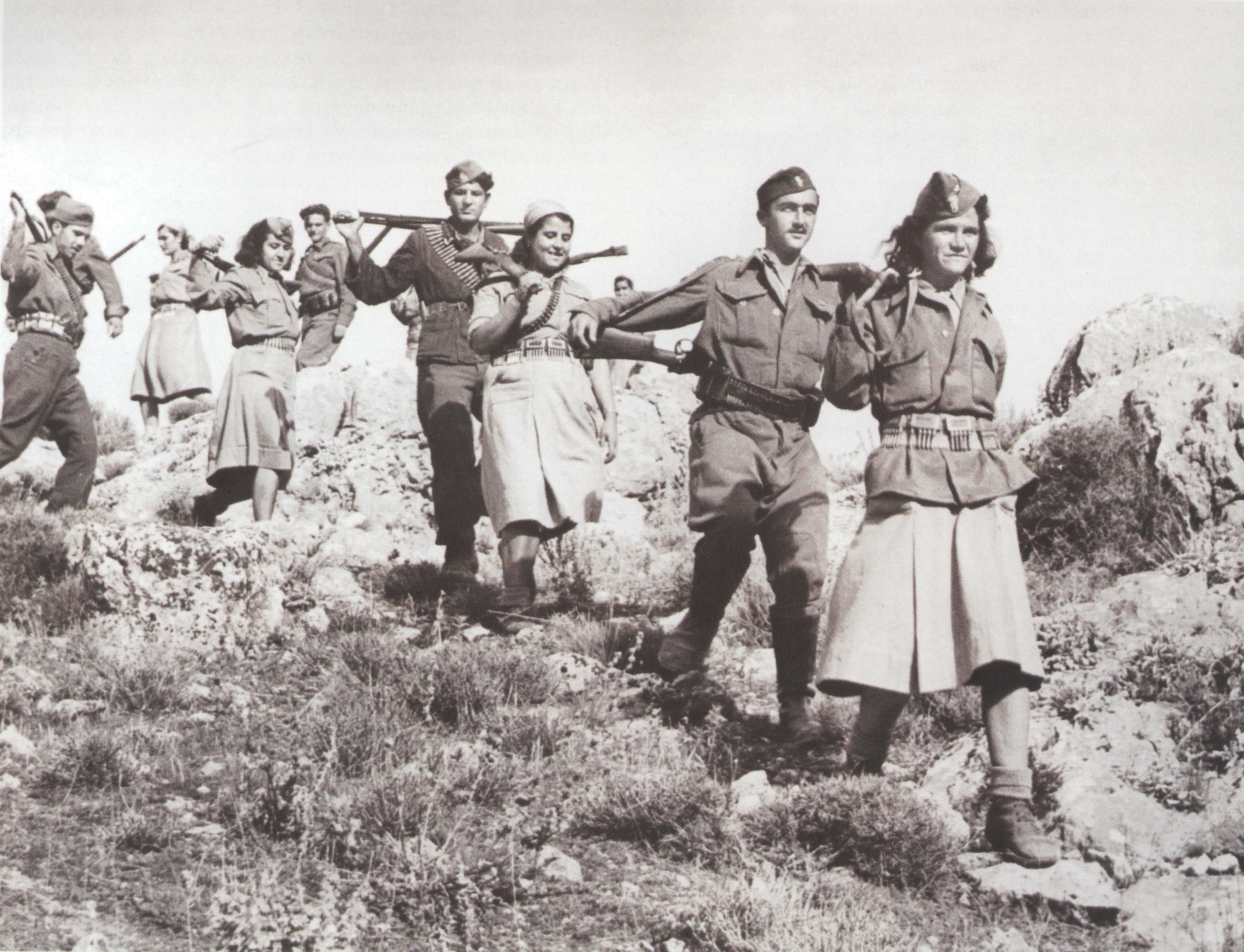
مسلحون من منظمة (إ إل أ إس).

على الرغم من هذا الحياد المعلن، أصبحت اليونان هدفا لسياسات موسوليني التوسعية. شملت الاستفزازات ضد اليونان غرق الطراد اليوناني في 15 أغسطس 1940. عبرت القوات الإيطالية الحدود في 28 أكتوبر 1940، في بداية الحرب اليونانية الإيطالية، ولكن تم إيقافها من قبل الدفاع اليوناني الذي قادهم في النهاية إلى ألبانيا.
توفي ميتاكساس فجأة في يناير 1941. أثار وفاته آمالا في تحرير نظامه واستعادة الحكم البرلماني، ولكن الملك جورج ألغى هذه الآمال عندما احتفظ بآلية النظام المعمول بها. في الوقت نفسه، اضطر أدولف هتلر على مضض لتحويل القوات الألمانية لإنقاذ موسوليني من الهزيمة، وهاجم اليونان من خلال يوغوسلافيا وبلغاريا في 6 أبريل 1941. على الرغم من المساعدة البريطانية، اجتاح الألمان معظم البلاد بحلول نهاية مايو. هرب الملك والحكومة إلى كريت، حيث بقوا حتى نهاية معركة كريت ثم نقلوا إلى مصر، حيث أنشئت حكومة يونانية في المنفى.
 قسم البلد المحتل في اليونان إلى ثلاث مناطق (الألمانية والإيطالية والبلغارية) وفي أثينا، تم إنشاء نظام الدمى. كان الأعضاء إما المحافظين أو القوميين الذين يميلون للفاشية. كان رؤساء الوزراء الثلاثة هم جورجيوس تسولاكوجلو، الجنرال الذي وقع الهدنة مع الفيرماخت، كونستانتينوس لوغوتيتوبولوس، وإيونيس راليس، الذي تولى منصبه عندما كانت الهزيمة الألمانية حتمية وهدفت في المقام الأول إلى محاربة حركة المقاومة اليسارية. تحقيقا لهذه الغاية، أنشأ كتائب الأمن التعاونية.
عانت اليونان من الحروب الرهيبة خلال الحرب العالمية الثانية حيث استولى الألمان على معظم الإنتاج الزراعي في البلاد ومنعوا أساطيل الصيد من العمل. نتيجة لذلك، ولأن الحصار البريطاني أعاق في البداية جهود الإغاثة الأجنبية، أسفرت المجاعة اليونانية الكبرى. لقى مئات الألوف من اليونانيين مصرعهم، وخاصة في شتاء 1941-1942. في جبال البر الرئيسي اليوناني، وفي الوقت نفسه، نشأت العديد من حركات المقاومة اليونانية، وبحلول منتصف عام 1943، كانت قوات المحور تسيطر فقط على المدن الرئيسية والطرق الواصلة، في حين تم إنشاء «اليونان الحرة» في الجبال.
كان الحزب الشيوعي اليوناني يسيطر على أكبر مجموعة مقاومة، هي جبهة التحرير الوطني، كما كان جيش التحرير الشعبي اليوناني (إ إل أ إس)، بقيادة أريس فيلوشيوتيس، وحرب أهلية اندلعت في وقت قريب بينه وبين " الجماعات الشيوعية مثل الرابطة اليونانية الجمهورية الوطنية (إ دي إ إس) في تلك المناطق المحررة من الألمان. كانت الحكومة المنفية في القاهرة على اتصال متقطع مع حركة المقاومة ولم تمارس تقريبا أي تأثير في البلد المحتل. يرجع جزء من هذا إلى عدم شعبية الملك جورج الثاني في اليونان نفسها، ولكن على الرغم من الجهود التي بذلها السياسيون اليونانيون، دعم البريطانيون الاحتفاظ به على رأس حكومة القاهرة.
مع اقتراب الهزيمة الألمانية، اجتمعت مختلف الفصائل السياسية اليونانية في لبنان في أيار / مايو 1944 تحت رعاية بريطانيا وشكلت حكومة وحدة وطنية تحت جورج باباندريو، حيث مثلت (إ أ إم) ستة وزراء.

## الحرب الأهلية
انسحبت القوات الألمانية في 12 أكتوبر 1944، وعادت الحكومة إلى المنفى إلى أثينا. بعد الانسحاب الألماني، كان جيش العصابات إيم-إلاس يسيطر على معظم اليونان، ولكن قادتها كانوا يترددون في السيطرة على البلاد، لأنهم كانوا يعرفون أن رئيس الوزراء السوفياتي جوزيف ستالين وافق على أن اليونان ستكون في المجال البريطاني من النفوذ بعد الحرب. أدت التوترات بين باباندريو وإيم المدعومة من بريطانيا، وخاصة فيما يتعلق بمسألة نزع سلاح الجماعات المسلحة المختلفة، إلى استقالة وزراء هذه الحكومة.
بعد أيام قليلة، في 3 ديسمبر 1944، انتهت مظاهرة كبيرة مؤيدة لإيم في أثينا بالعنف وأدت إلى صراع مكثف، من منزل إلى منزل مع القوات البريطانية والملكية (الديكيمفريانا). بعد ثلاثة أسابيع، هزم الشيوعيون: انتهت اتفاقية فاركيزا من الصراع ونزع سلاح إلس، وتشكلت حكومة ائتلافية غير مستقرة. نمت ردود الفعل المضادة لل إيم إلى «الإرهاب الأبيض» على نطاق واسع، مما أدى إلى تفاقم التوترات.

التنظيم والقواعد العسكرية "للجيش الديمقراطي"، وكذلك طرق الدخول إلى اليونان.

قاطع الشيوعيون انتخابات مارس 1946، وفي اليوم نفسه، اندلع القتال مرة أخرى. وبحلول نهاية عام 1946، تم تشكيل الجيش الديموقراطي الشيوعي اليوناني، ضد الجيش الوطني الحكومي، الذي دعمته أولا بريطانيا وبعد عام 1947 من قبل الولايات المتحدة..
مكنت النجاحات الشيوعية في 1947-1948 من التحرك بحرية في معظم أنحاء اليونان، ولكن مع إعادة تنظيم واسعة النطاق، وترحيل سكان الريف والدعم المادي الأمريكي، تمكن الجيش الوطني ببطء من استعادة السيطرة على معظم المناطق الريفية. في عام 1949، تعرض المتمردون لضربة قوية، حيث أغلقت يوغوسلافيا حدودها بعد الانقسام بين المارشال جوزيب بروز تيتو والاتحاد السوفيتي. أخيرا، في أغسطس 1949، شن الجيش الوطني تحت المارشال ألكسندر باباغوس هجوما أجبر المتمردين الباقين على الاستسلام أو الفرار عبر الحدود الشمالية إلى أراضي الجيران الشيوعيين الشماليين في اليونان.
أسفرت الحرب الأهلية عن مقتل 000. 100 شخص وتسببت في اضطراب اقتصادي كارثي. بالإضافة إلى ذلك، تم إجلاء ما لا يقل عن 000 .25 يوناني وعدد غير محدد من السلاف المقدونيين طوعا أو قسرا إلى بلدان الكتلة الشرقية، في حين أصبح 000 .700 شخص مشردين داخل البلد والعديد من المهاجرين إلى أستراليا وغيرها من البلدان.
انتهت تسوية ما بعد الحرب من التوسع الجغرافي لليونان الذي بدأ في عام 1832. كانت معاهدة باريس لعام 1947 تتطلب من إيطاليا تسليم جزر دوديكانيس إلى اليونان. كانت هذه المناطق هي الأغلبية الناطقة باليونانية التي تتحد مع الدولة اليونانية، باستثناء قبرص التي كانت حكرا على بريطانيا حتى أصبحت مستقلة في عام 1960. ازداد التجانس العرقي لليونان نتيجة لطرد 25.000 ألباني من إبيروس بعد الحرب (انظر تشام الألبان). الأقليات الهامة الوحيدة المتبقية هي المسلمين في تراقيا الغربية (حوالي 000 .100) وأقلية صغيرة تتكلم السلافية في الشمال. واصل القوميون اليونانيون المطالبة بألبانيا الجنوبية (التي أطلقوا عليها اسم إبيروس الشمالية)، موطنا لسكان يونانيين كبيرين (حوالي 3٪ -12٪ في كل ألبانيا))، وجزر إمفروس وتينيدوس التي تحتلها تركيا، حيث كانت هناك أقليات يونانية عددها أقل.

## اليونان بعد الحرب (1950-1973)
بعد الحرب الأهلية، سعت اليونان للانضمام إلى الديمقراطيات الغربية وأصبحت عضوا في منظمة حلف شمال الأطلسي في عام 1952.
منذ الحرب الأهلية (1946-1949) ولكن بعد أكثر من ذلك، تم تقسيم الأحزاب في البرلمان إلى ثلاثة تركيزات سياسية. أدى التمركز السياسي اليمين-اليسار، نظرا لتفاقم العداوة السياسية التي سبقت تقسيم البلاد في الأربعينيات، إلى تحويل موافقة الأطراف إلى مواقف أيديولوجية.

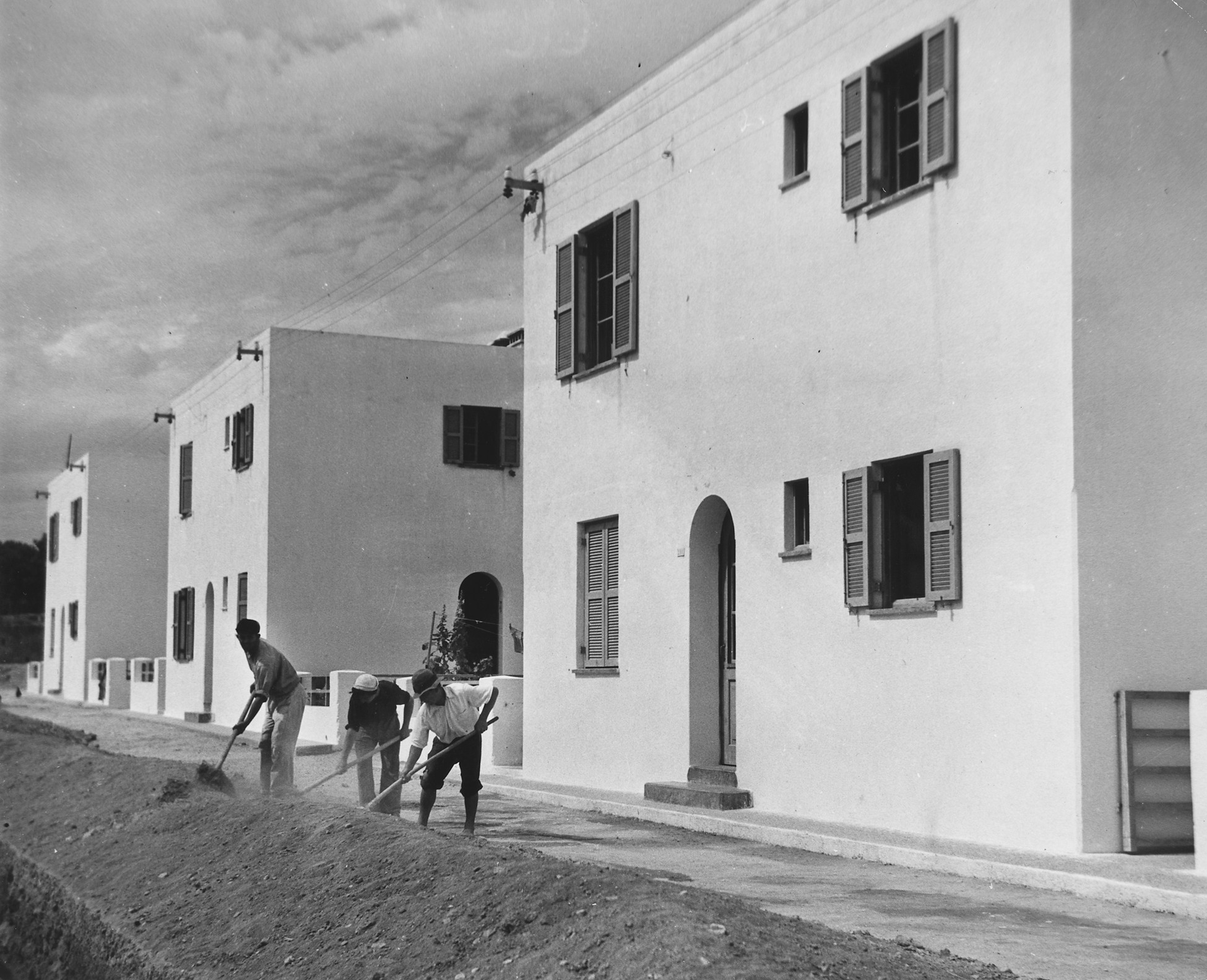
العمال ينظمون الشارع أمام المساكن الجديدة التي شيدت بمساعدة من أموال خطة مارشال في اليونان.

في بداية الخمسينيات، نجحت قوات المركز في الحصول على السلطة وتحت قيادة الجنرال ن. بلاستيراس الذي حكم لمدة عامان تقريبا. كانت هذه سلسلة من الحكومات ذات القدرة المحدودة على المناورة وعدم كفاية التأثير على الساحة السياسية. هذه الحكومة، وكذلك تلك التي تلت، كانت تحت رعاية أميركية باستمرار. هزيمة إبيك في انتخابات عام 1952، بالإضافة إلى زيادة الإجراءات القمعية التي هزمت الحرب الأهلية، شكلت أيضا نهاية الموقف السياسي العام الذي تمثله، أي الإجماع السياسي والمصالحة الاجتماعية.
 وجد اليسار، الذي تم نبذه من الحياة السياسية للبلاد، طريقة للتعبير عن طريق تأسيس (إ دي أ) (اليسار الديمقراطي الديمقراطى) في عام 1951، والتي اتضح أنها قطب كبير، لكنها مستبعدة بشكل مطرد من مراكز صنع القرار . بعد حل المركز كمؤسسة سياسية مستقلة، وسعت الرابطة بشكل فعلي نفوذها الانتخابي إلى جزء كبير من مركز اليسار - (إ أ إم).
وتعتبر الستينيات جزءا من الفترة 1953-1972، التي تطور الاقتصاد اليوناني خلالها بسرعة وتم تنظيمها في نطاق التطورات الاقتصادية الأوروبية والعالمية. كانت إحدى الخصائص الرئيسية لتلك الفترة هي الحدث السياسي الرئيسي - كما وصلنا إلى قبوله - لانضمام البلد إلى الجماعة الاقتصادية الأوروبية، في محاولة لخلق سوق مشتركة وتم التعاقد على المعاهدة ذات الصلة في عام 1962.
تتجسد الاستراتيجية الإنمائية التي اعتمدها البلد في خطط مدتها خمس سنوات مركزيا؛ إلا أن توجهاتهم غير واضحة. تجاوز متوسط الهجرة السنوية التي استوعبت القوة العاملة الزائدة وأسهمت في معدلات نمو مرتفعة للغاية الزيادة الطبيعية السنوية في عدد السكان. يجري تيسير تدفق كميات كبيرة من رأس المال الخاص الأجنبي وتوسيع نطاق الاستهلاك. ارتبطت هذه العوامل بتقدم السياحة، والتوسع في نشاط النقل البحري، وتحويلات المهاجرين، بأثر إيجابي على ميزان المدفوعات.
سجلت ذروة التنمية أساسا في مجال التصنيع، ولا سيما في صناعة النسيج والكيماويات وفي قطاع المعادن، الذي كان معدل نموه يصل إلى 11 في المائة خلال الفترة 1965-1970. أما الفرع الكبير الآخر الذي تحققت فيه عواقب اقتصادية واجتماعية واضحة، فكانت نتيجة البناء. إن سياسة αντιπαροχή (أنتيباروتشي، «التجارة بالملكية»)، وهي اختراع يوناني استلزم امتلاك أرض البناء للمطورين مقابل حصة في المباني السكنية متعددة الطوابق الناتجة، فضلوا إنشاء فئة صغيرة الحجم المقاولين من ناحية، واستقر نظام الإسكان ووضع الملكية من جهة أخرى. مع ذلك، كانت مسؤولة أيضا عن هدم جزء كبير من الهندسة المعمارية التقليدية الجديدة في القرن التاسع عشر للبلاد، وتحول المدن اليونانية، وخاصة أثينا، إلى «منظر حضري أقل حدودا وأقل عبثا.»
خلال هذا العقد، جاء الشباب في المجتمع كقوة اجتماعية متميزة ذات حضور مستقل (خلق ثقافة جديدة في الموسيقى والأزياء وما إلى ذلك) وعرض الدينامية في تأكيد حقوقهم الاجتماعية. يشكل الاستقلال الممنوح لقبرص، الذي تم استخلاصه منذ البداية، المحور الرئيسي لتعبئة الناشطين الشباب، بالإضافة إلى النضالات الرامية إلى إصلاحات التعليم، والتي تحققت بشكل مؤقت إلى حد ما من خلال الإصلاح التعليمي لعام 1964. استحسنت البلاد بها وتأثرت أوروبا - عادة وراء الوقت - والاتجاهات الحالية لم يسبق له مثيل. هكذا، فإن فرض المجلس العسكري يتعارض، بمعنى ما، مع الأحداث الاجتماعية والثقافية.

### المجلس العسكري اليوناني في الفترة (1967-1974)
في 21 نيسان / أبريل 1967، استولت مجموعة من الكولونيل اليميني بقيادة العقيد جورج بابادوبولوس على السلطة في انقلاب أنشأ نظام العقيدين. تم قمع الحريات المدنية، وأنشئت محاكم عسكرية خاصة، وحلت الأحزاب السياسية.
سجن عدة آلاف من الشيوعيين والمعارضين السياسيين المشتبه بهم أو المنفيين إلى الجزر اليونانية النائية. يزعم أن الدعم الأمريكي المزعوم للمجلس العسكري هو السبب في تزايد المعادية للأميركيين في اليونان أثناء حكم المجلس العسكري القاسي وبعده. شهدت السنوات الأولى للمجلس العسكري أيضا تزايدا ملحوظا في الاقتصاد، مع زيادة الاستثمار الأجنبي وأعمال الهياكل الأساسية الواسعة النطاق. أدانت العصبة الحاكمة على نطاق واسع في الخارج، ولكن داخل البلاد، بدأ الاستياء يزداد فقط بعد عام 1970، عندما تباطأ الاقتصاد.
حتى القوات المسلحة، وهي مؤسسة النظام، لم تكن في مأمن: ففي أيار / مايو 1973، تم قمع انقلاب مخطط من قبل البحرية اليونانية، ولكن أدى إلى تمرد قوات الأمن الوطنية فيلس، التي طلب ضباطها اللجوء السياسي في إيطاليا. ردا على ذلك، حاول زعيم العصبة الحاكمة بابادوبولوس توجيه النظام نحو إرساء الديمقراطية، وإلغاء النظام الملكي وإعلان نفسه رئيسا للجمهورية.

## المرحلة الانتقالية والديمقراطية (1973-2009)

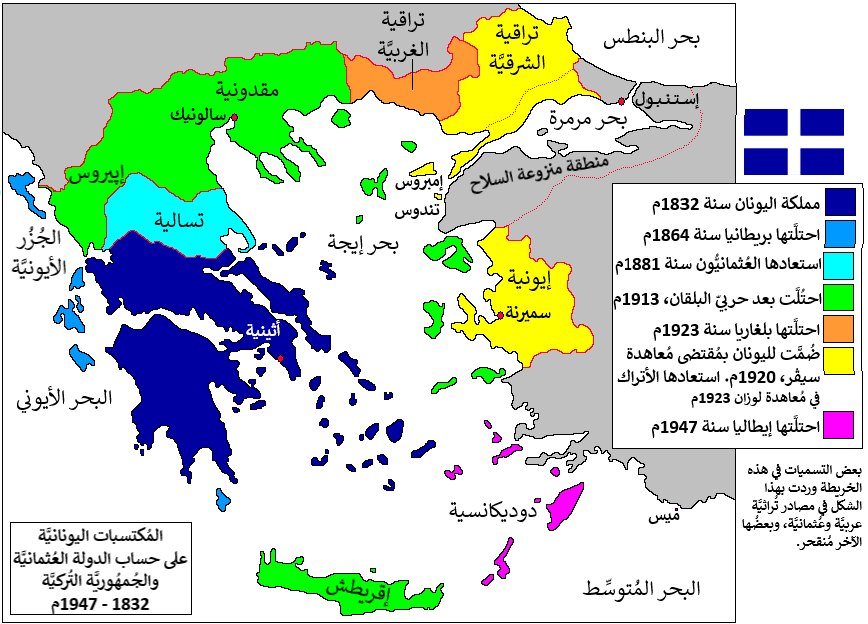
التغييرات الإقليمية اليونانية بين 1821 و 1947، والتي تبين الأراضي الممنوحة لليونان في عام 1919 وتلك التي فقدت في عام 1923.

في 25 نوفمبر 1973، في أعقاب القمع الدموي لانتفاضة بوليتكنيك أثينا في السبعينيات ، أطاح العميد ديميتريوس ايوانيدس بابادوبولوس وحاول مواصلة الديكتاتورية على الرغم من الاضطرابات الشعبية اندلعت الانتفاضة. محاولة ايوانيدس في يوليو 1974 للإطاحة برئيس الأساقفة مكاريوس، رئيس قبرص، جلبت اليونان إلى حافة الحرب مع تركيا، التي غزت قبرص واحتلت جزءا من الجزيرة.
ثم انسحب كبار ضباط الجيش اليوناني من المجلس العسكري الذي انهار وعاد قسطنطين كرامانليس من المنفى في فرنسا لاقامة حكومة وحدة وطنية حتى يتم إجراء انتخابات. عملت كارامانليس لنزع فتيل خطر الحرب مع تركيا، وأيضا شرعية الحزب الشيوعي، الذي كان غير قانوني منذ عام 1947. فاز حزبه الجديد، الحزب الديمقراطي الجديد، بالانتخابات التي جرت في تشرين الثاني / نوفمبر 1974 بفارق كبير، وأصبح رئيسا للوزراء.
بعد استفتاء عام 1974 الذي أدى إلى إلغاء النظام الملكي، وافق البرلمان على دستور جديد في 19 حزيران / يونيه 1975. وانتخب البرلمان قسطنطين تساتسوس رئيسا للجمهورية. وفي الانتخابات البرلمانية لعام 1977، فازت «الديمقراطية الجديدة» مرة أخرى بأغلبية المقاعد. في أيار / مايو 1980، انتخب رئيس الوزراء كارامانليس ليخلف تساتسوس رئيسا. جورج راليس خلف كارمانليس كرئيس للوزراء.
في 1 كانون الثاني / يناير 1981، أصبحت اليونان العضو العاشر في الجماعة الأوروبية (الآن الاتحاد الأوروبي). في الانتخابات البرلمانية التي جرت في 18 تشرين الأول / أكتوبر 1981، انتخبت اليونان أول حكومة اشتراكية لها عندما فازت الحركة الاشتراكية الباهلينية (الباسوك) بقيادة أندرياس باباندريو ب 172 مقعدا من أصل 300 مقعد. في 29 آذار / مارس 1985، بعد أن رفض رئيس الوزراء باباندريو تأييد الرئيس كارامانليس لولاية ثانية، انتخب البرلمان اليوناني القاضي كريستوس سارتزيتاكيس رئيسا للمحكمة العليا.
كانت اليونان قد أجريت جولتين من الانتخابات البرلمانية في عام 1989؛ أنتجت حكومات ائتلافية ضعيفة ذات ولايات محدودة. سحب قادة الأحزاب دعمهم في شباط / فبراير 1990، وأجريت الانتخابات في 8 نيسان / أبريل. حصلت الديمقراطية الجديدة، بقيادة قسنطينة ميتسوتاكيس، على 150 مقعدا في تلك الانتخابات، وحصلت بعد ذلك على مقعدين آخرين. غير ان الانقسام بين ميتسوتاكيس ووزير الخارجية الأول انطونيس ساماراس في عام 1992 ادى إلى فصل سامراء وانهيار حكومة الحزب الوطنى. في الانتخابات الجديدة التي جرت في أيلول / سبتمبر 1993، عاد باباندريو إلى السلطة.
في 17 كانون الثاني / يناير 1996، استقال باباندريو، بعد مرض مطول، وحل محله وزير التجارة والصناعة السابق كوستاس سيميتيس رئيسا للوزراء. في غضون أيام، كان رئيس الوزراء الجديد يتعامل مع الأزمة اليونانية التركية الكبرى على جزر إيميا / كارداك. بعد ذلك فاز سيميتيس باعادة انتخابه في انتخابات 1996 و 2000. في عام 2004، تقاعد سيميتيس وجورج باباندريو خلفه زعيم الباسوك.
في انتخابات مارس 2004، هزم الباسوك من قبل الديمقراطية الجديدة، بقيادة كوستاس كارامانليس، ابن شقيق الرئيس السابق. دعت الحكومة إلى إجراء انتخابات مبكرة في سبتمبر / أيلول 2007 (وعادة ما كانت الانتخابات ستجرى في آذار / مارس 2008)، وكانت الديمقراطية الجديدة مرة أخرى هي الحزب الأغلبية في البرلمان. نتيجة لهذه الهزيمة، أجرت الباسوك انتخابات حزبية لزعيم جديد. في تلك المسابقة، أعيد انتخاب جورج باباندريو رئيسا للحزب الاشتراكي في اليونان. في انتخابات 2009 ومع ذلك، أصبح الباسوك الحزب الأغلبية في البرلمان وجورج باباندريو أصبح رئيس وزراء اليونان. بعد أن فقدت الباسوك أغلبية البرلمان، انضم الحزب الديمقراطي والباسوك إلى التجمع الأصغر للأرثوذكس الشعبي في تحالف كبير، وتعهد بدعمهم البرلماني لحكومة وحدة وطنية برئاسة نائب رئيس البنك المركزي الأوروبي السابق لوكاس باباديموس.

## الأزمة الاقتصادية (منذ 2009 إلى الوقت الحاضر)
منذ أواخر عام 2009، تطورت مخاوف أزمة الديون السيادية بين المستثمرين فيما يتعلق بقدرة اليونان على الوفاء بالتزامات ديونها بسبب الزيادة القوية في مستويات الدين الحكومي. أدى ذلك إلى أزمة ثقة، مما يشير إلى اتساع نطاق فروق أسعار السندات والتأمين ضد المخاطر على مقايضات التخلف عن السداد مقارنة بالدول الأخرى، وأهمها ألمانيا. أدى تخفيض الدين الحكومي اليوناني إلى السندات غير المرغوب فيها إلى ظهور انزعاج في الأسواق المالية.
في 2 أيار / مايو 2010، وافقت بلدان منطقة اليورو وصندوق النقد الدولي على قرض بقيمة 110 بليون يورو لليونان، رهنا بتنفيذ تدابير التقشف القاسية. في أكتوبر 2011، وافق قادة منطقة اليورو أيضا على اقتراح لشطب 50٪ من الديون اليونانية المستحقة للدائنين من القطاع الخاص، وزيادة صندوق التمويل الأوروبي إلى حوالي 1 تريليون يورو، ويطالب البنوك الأوروبية لتحقيق 9٪ راس مالي للحد من خطر العدوى إلى بلدان أخرى . ثبت أن هذه التدابير التقشفية لا تحظى بشعبية كبيرة لدى الجمهور اليوناني، مما عجل بالمظاهرات والاضطرابات المدنية.
هناك مخاوف واسعة النطاق من أن تخلف اليونان عن ديونها سيكون له تداعيات عالمية، مما يعرض اقتصادات العديد من الدول الأخرى في الاتحاد الأوروبي للخطر، مما يهدد استقرار العملة الأوروبية واليورو، وربما يغرق العالم في ركود آخر. تم التكهن بأن الأزمة قد تجبر اليونان على التخلي عن اليورو وإعادة عملتها السابقة، الدراخمة. في نيسان / أبريل 2014، عادت اليونان إلى سوق السندات العالمية، حيث باعت بنجاح سندات حكومية مدتها خمس سنوات بقيمة 3 مليارات يورو، وبلغت عائداتها 4.95 في المائة. وفقا لصندوق النقد الدولي، ستحقق اليونان نموا حقيقيا في الناتج المحلي الإجمالي بنسبة 0.6٪ في عام 2014 بعد 5 سنوات من الانخفاض.

### حكومة الائتلاف
بعد الانتخابات التشريعية التي جرت في أيار / مايو 2012 حيث أصبح الحزب الديمقراطي الجديد أكبر حزب في البرلمان اليوناني، سأل ساماراس، زعيم الحزب الديمقراطي، الرئيس اليوناني كارولوس بابولياس في محاولة لتشكيل حكومة. لكن بعد يوم من المفاوضات الشاقة مع الاطراف الأخرى في البرلمان، أعلن ساماراس رسميا انه يتخلى عن ولاية تشكيل حكومة. مرت المهمة إلى ألكسيس تسيبراس، زعيم سيريزا (ثاني أكبر حزب) الذي كان أيضا غير قادر على تشكيل حكومة. بعد فشل الباسوك في التفاوض على اتفاق ناجح لتشكيل حكومة، انتهت محادثات الطوارئ مع الرئيس مع إجراء انتخابات جديدة في حين تم تعيين باناجيوتيس بيكرامينوس رئيسا للوزراء في حكومة انتقالية.
 أخذ الناخبون مرة أخرى إلى صناديق الاقتراع في انتخابات يونيو 2012 التي تمت مشاهدتها على نطاق واسع. جاءت الديموقراطية الجديدة على رأسها في منصب أقوى حيث بلغت 129 مقعدا، مقابل 108 مقاعد في انتخابات مايو. في 20 يونيو 2012، شكلت ساماراس بنجاح ائتلافا مع باسوك (بقيادة الآن وزير المالية السابق إيفانجيلوس فينيزلوس) وديمار. ستكون الحكومة الجديدة أغلبية 58، مع سيريزا، واليونانيين المستقلين (أ إن إ إل)، الفجر الذهبي (إكس أ) والحزب الشيوعي (الحزب الشيوعي اليوناني) يضم المعارضة. اختارت باسوك وديمار القيام بدور محدود في مجلس الوزراء في سامراء، وتمثيلهم من قبل المسؤولين في الحزب، والتكنوقراط المستقلين بدلا من النواب.

## للاطلاع
- Colovas, Anthone C. A Quick History of Modern Greece (2007) excerpt and text search
- Gallant, Thomas W. Modern Greece (Brief Histories) (2001)
- Herzfeld, Michael. Ours Once More: Folklore, Ideology and the Making of Modern Greece (1986) excerpt and text search
- Kalyvas, Stathis. Modern Greece: What Everyone Needs to Know (Oxford University Press, 2015)
- Keridis, Dimitris. Historical Dictionary of Modern Greece (2009) excerpt and text search
- Koliopoulos, John S., and Thanos M. Veremis. Modern Greece: A History since 1821 (2009) excerpt and text search
- Miller, James E. The United States and the Making of Modern Greece: History and Power, 1950-1974 (2008) excerpt and text search
- Woodhouse, C. M. Modern Greece: A Short History (2000) excerpt and text search